# Red de médicos centinela
La Red de médicos centinela o médicos vigía es un sistema de información orientado a la vigilancia e investigación epidemiológica, basado en la colaboración voluntaria de profesionales sanitarios de Atención Primaria, para el estudio de determinados problemas de salud.
Inicialmente las áreas de estudio estaban circunscritas a enfermedades transmisibles y algunas no transmisibles pero de carácter agudo. En los últimos años se va extendiendo a otras de carácter crónico, así como otros problemas de salud y factores de riesgo, como las existentes para detectar problemas relacionados con el trabajo.
Esta Red no la forman únicamente médicos, sino que en ella incluye a profesionales de enfermería, de laboratorio etc. Para evitar sesgos se debe realizar una selección aleatoria del profesional y posteriormente éste voluntariamente decidirá su participación.
Aunque en Gran Bretaña en 1950 funcionaba la red de médicos centinela de gripe en Atención Primaria, en el resto de Europa este sistema de vigilancia se inició en los años 60, alcanzando su máximo desarrollo en los ochenta. También en este tiempo se han desarrollado redes en EE. UU., Canadá o Australia.
Esta red se debe diferenciar del sistema de Enfermedades de Declaración Obligatoria (EDO) que todos los médicos deben realizar notificando las enfermedades infecciosas de especial importancia para la salud pública. En ésta, según la enfermedad se recogen datos epidemiológicos pero en algunas enfermedades únicamente se da el número de casos semanal sin características epidemiológicas (edad, sexo, vacunación, complicaciones...) como es el caso de la gripe estacional en que no se hacen análisis virológicos, por lo que siempre son casos posibles, no confirmados (clínicamente de forma habitual no es necesario confirmar las gripes para su tratamiento que básicamente es sintomático, salvo casos de especial virulencia). La red, en cambio, recoge más información de estos casos y sistemáticamente se toman muestras de secreciones para su análisis. Por ello sirve para detectar el cambio de un virus y la asociación sintomática al mismo, aunque no recoge todos los casos.

## Red de médicos centinela de la gripe
El más desarrollado es la red que detecta las epidemias de gripe. La ya referida de Gran Bretaña en 1950, o la de Canadá que se inició en 1977. En España esta red surgió en base al proyecto ENS-CARE-Influenza auspiciado por la Organización Mundial de la Salud (OMS) en 1992 con financiación de la Unión Europea y que se continuó con la conexión con el Sistema de Vigilancia de la Gripe en Europa (EISS, del inglés European Influenza Surveillance Scheme).